# Boucardicus
Boucardicus es un género de caracoles de tierra con un opérculo, moluscos gasterópodos terrestres de la familia de los Cyclophoridae. Es endémico de Madagascar y cuenta con 199 especies y 5 subespecies, siendo la especie tipo el Boucardicus notabilis (Herrero, 1892). Las especies incluidas son muy diversa: algunas son de tamaño mediano (aproximadamente 10 mm) con concha cónica, otras son pequeñas (1,5-3,5 mm de altura) con concha cilíndrica.

## Especie
Las especie dentro del género Boucardicus son:
- Boucardicus notabilis (especie tipo)
- Boucardicus albocinctus
- Boucardicus antiquus
- Boucardicus carylae
- Boucardicus culminans
- Boucardicus curvifolius
- Boucardicus delicatus
- Boucardicus divei
- Boucardicus esetrae
- Boucardicus fidimananai
- Boucardicus fortistriatus
- Boucardicus magnilobatus
- Boucardicus mahermanae
- Boucardicus rakotoarisoni
- Boucardicus randalanai
- Boucardicus simplex
- Boucardicus tridentatus
- Boucardicus victorhernandezi
- Boucardicus anjarae[3]
- Boucardicus avo[3]
- Boucardicus hetra[3]
- Boucardicus lalinify[3]
- Boucardicus mahavariana[3]
- Boucardicus matoatoa[3]
- Boucardicus menoi[3]
- Boucardicus peggyae[3]
- Boucardicus pulchellus[3]
- Boucardicus tantelyae[3]
- Boucardicus monchenkoi[2]
- Boucardicus ambindaensis[2]